# Numero perfetto totiente
In teoria dei numeri, si dice numero perfetto totiente un numero naturale n uguale alla somma dei suoi totienti iterati, da n fino ad 1. Ad esempio, considerando il numero 243, abbiamo: φ(243) = 162; φ(162) = 54; φ(54) = 18; φ(18) = 6; φ(6) = 2, φ(2) = 1. Dato che 162+54+18+6+2+1=243, 243 è un numero perfetto totiente.

I primi numeri perfetti totienti sono: 3, 9, 15, 27, 39, 81, 111, 183, 243, 255, 327, 363, 471, 729, 2187, 2199, 3063, 4359, 4375, 5571.

## Definizione formale
Dato un numero {\displaystyle n\subset \mathbb {N} }, {\displaystyle n} è perfetto totiente se e solo se
{\displaystyle n=\sum _{i=1}^{c+1}\varphi ^{i}(n),}
dove
{\displaystyle \varphi ^{i}(n)=\left\{{\begin{matrix}\varphi (n)&{\mbox{ se i=1}}\\\varphi (\varphi ^{i-1}(n))&{\mbox{ se i ≠ 1}}\end{matrix}}\right.} (funzione totiente iterata)
e
{\displaystyle \displaystyle \varphi ^{c}(n)=2}.

## Proprietà matematiche
Molti numeri perfetti totienti sono multipli di 3. Il più piccolo perfetto totiente a non essere divisibile per 3 è 4375. Tutte le potenze di 3 sono numeri perfetti totienti, come si può verificare per induzione osservando che
{\displaystyle \displaystyle \varphi (3^{k})=\varphi (2\cdot 3^{k})=2\cdot 3^{k-1}.}
Un'altra famiglia di numeri perfetti totienti è quella data dalla seguente regola: se p=4·3m+1 è un numero primo, allora 3p è un numero perfetto totiente. I primi valori di m per i quali 4·3m+1 è primo sono: 0, 1, 2, 3, 6, 14, 15, 39, 201, 249, 1005, 1254, 1635, 3306.
Più generalmente, se p è un numero primo maggiore di 3 e 3p è un numero perfetto totiente, allora p è esprimibile nella forma 4n+1, ovvero p ≡ 1 (modulo 4); in più, n è anch'esso un numero perfetto totiente. Quindi, con n perfetto totiente e 4n+1 primo, anche 3·(4n+1)=12n+3 è perfetto totiente. Questo concatena i numeri di questo tipo in qualcosa di simile a una catena di Cunningham generalizzata. 

Se 9p (=3²p) è un numero perfetto totiente, allora p è sempre un numero primo. Non si sa se ci siano numeri perfetti totienti nella forma 3mp, dove p è un numero primo maggiore di 3 e m > 3.